# Androktasiai
Nella mitologia greca, Androktasiai (greco antico: Ἀνδροκτασίαι; singolare: Androktasia) erano le personificazioni femminili delle stragi.